# Вучич, Милош
Ми́лош Ву́чич (черног. Милош Вучић / Miloš Vučić, род. 26 августа 1995, Югославия) — черногорский футболист, полузащитник.

## Карьера
Милош начал играть в клубе «Сутьеска» из Никшича. Первым официальным турниром, в котором принял участие Вучич, стала Юношеская лига 2011/2012. В ней он сыграл 1 матч. В том сезоне Сутьеска U-17 заняла в таблице лишь 8 позицию.
В следующем сезоне 2012/2013 Милош был переведён уже в молодёжный состав «Сутьески» и принял участие в молодёжной лиге 2012/2013. Однако на поле там он ни разу не выходил.
2 марта 2013 года состоялся дебют молодого футболиста в основном составе «Сутьески». Это случилось в гостевом матче против «Могрена». Милош вышел на поле на 89-й минуте, заменив Петара Перошевича. В итоге, Сутьеска одержала уверенную победу со счётом 2:0. Всего в сезоне 2012/2013 выходил на поле в основном составе три раза и сыграл в общей сложности 25 минут.
Милош является игроком сборной до 19 лет. Дебютировал 24 апреля 2013 года в матче против Австрии. Он вышел на замену со второго тайма. Однако Черногория проиграла 1:2.

## Достижения
- Чемпион Черногории (2): 2013, 2014